# Hockey Club Château-d'Œx
Le HC Château-d'Œx est un club de hockey sur glace basé à Château-d'Œx dans le canton de Vaud, en Suisse. Il a été fondé en 1919. Il évolue actuellement en 2e ligue du championnat de Suisse, mais a fait partie de l'élite du pays entre les années 1918 à 1937, avec notamment une défaite en finale contre le HC Davos, en 1932.

## Palmarès
- Championnat national
  - Vice-champion (1) : 1932
- Championnat international suisse
  - Champion (2) : 1922, 1924